# لاري سكوت (لاعب كرة مضرب)
لاري سكوت (بالإنجليزية: Larry Scott)‏ هو لاعب كرة مضرب أمريكي، ولد في 21 نوفمبر 1964 في نيويورك في الولايات المتحدة.

## وصلات خارجية
- لاري سكوت على موقع رابطة محترفي التنس (الإنجليزية)
- لاري سكوت على موقع الاتحاد الدولي لكرة المضرب (الإنجليزية)
- لاري سكوت على موقع خلاصة التنس.كوم (الإنجليزية)